# پدرو پیندا
پدرو پیندا (اسپانیایی: Pedro Pineda‎؛ زادهٔ ۳۰ نوامبر ۱۹۷۱) بازیکن سابق و مربی فوتبال اهل مکزیک است.
از باشگاه‌هایی که در آن بازی کرده‌است می‌توان به باشگاه فوتبال نیکاکسا، باشگاه فوتبال گوادالاخارا، باشگاه فوتبال مونتری، باشگاه فوتبال کروز آزول، باشگاه فوتبال آمریکا، باشگاه فوتبال پوئبلا، بخش جوانان آ.ث. میلان، باشگاه فوتبال آتلانتی، و باشگاه فوتبال پاچوکا اشاره کرد.
وی همچنین در تیم‌های ملی فوتبال زیر ۲۰ سال مکزیک و زیر ۲۳ سال مکزیک بازی کرده‌است.